# 130 years of IOPS 2012
Il 130 years of IOPS 2012 è stato un torneo di tennis facente parte della categoria ITF Women's Circuit nell'ambito dell'ITF Women's Circuit 2012. Il torneo si è giocato a Mosca in Russia dal 30 aprile al 6 maggio 2012 su campi in cemento e aveva un montepremi di $25,000.

## Vincitori

### Singolare
Margarita Gasparjan ha battuto in finale  Çağla Büyükakçay con il punteggio di 6–3, 4–6, 6–1

### Doppio
Paula Kania /  Polina Pekhova hanno battuto in finale  Tatiana Kotelnikova /  Lіdzіja Marozava con il punteggio di 6–4, 3–6, [10–7]